# Debel
Debel (également orthographié Dibil, en arabe : دبل)  est un village dans le sud du Liban. Il est situé dans le caza de Bint-Jbeil dans le gouvernorat de Nabatiye, près de la frontière avec Israël. Il y subiste des vestiges d'art paléochrétien.

## Géographie
Le site de Debel occupe plusieurs collines avec un altitude variant de 560 à 650 mètres au-dessus du niveau de la mer. Les principaux produits agricoles de Debel sont les olives et le tabac.
Faisant partie de la juridiction de Bint-Jbeil dans le gouvernorat de Nabatieh, il se trouve à environ 87 km au sud de Beyrouth.

## Histoire
En 1596, il est attesté sous le nom de village « Dibil » dans la nahiya (sous-district) ottomane de Tibnin dans le district de Safad, avec une population de douze ménages et six célibataires, tous chrétiens. Les villageois payent un impôt fixe de 25 % sur les produits agricoles comme le blé, l'orge, les cultures d'été, les arbres fruitiers, les chèvres et les ruches, en plus des « revenus occasionnels », le tout représentant au total un montant de 1 530 akçe.
Le bibliste américain Edward Robinson note en 1852 ce village sous le nom de « Dibl » lors de ses voyages dans la région.
Ernest Renan visite la région lors de sa mission au Liban et décrit ses observations et découvertes dans son livre Mission de Phénicie (1865-1874). À Dibl, il y décrit cinq caveaux, dont trois beaux, avec des inscriptions en bas grec qu'il détaille. Il remarque aussi un « beau puits rectangulaire taillé dans le roc » et de larges fondations elles aussi taillées dans le roc.
Victor Guérin le visite à son tour en 1875 et le décrit comme un village de 400 habitants maronites. Il y trouve lui aussi plusieurs inscriptions en grec ancien. Il note que dans ce village, il y a une grande piscine ou citerne taillée dans le roc et des caveaux funéraires, avec des inscriptions dans l'un d'entre eux, qu'il compare avec ce qu'a relevé Renan. Il signale aussi, au sommet de la colline du village, une plateforme supérieure qui semble avoir eu un très large mur d'enceinte, dont il reste quelques vestiges.
Claude Reignier Conder et lord Kitchener signalent en 1881, sous certaines maisons du village, un grand pavage en mosaïque de très belle conception, avec des couleurs rouge, noir et blanc. Ils repèrent aussi des sarcophages et des piliers brisés. Il s'agirait probablement d'un site chrétien primitif. Leur Survey of Western Palestine du Palestine Exploration Fund décrit en 1881 « Dibl » comme un village de maisons en pierre, peuplé d'environ 500 chrétiens, avec une chapelle maronite à flanc de colline, accompagnée de vignes, des figues, des olives, des mûriers et des terres arables. L'approvisionnement en eau provient de nombreuses bonnes sources dans l'oued au nord-ouest du village, et de citernes près du village.
Le 2 octobre 2024, dans le cadre de l'intensification de la guerre entre Israël et le Hezbollah, une frappe aérienne israélienne sur la ville tue trois personnes, un couple et leur fils. Le 15 octobre suivant, une maison est soumise à des tirs d'artillerie et à une frappe aérienne, blessant une fille mais ne faisant aucun mort.

## Démographie
En 2014, les chrétiens représentent 99,59 % des électeurs inscrits sur les listes électorales de Debel. 92,36 % des électeurs sont des catholiques maronites.